# Blokker (gemeente)

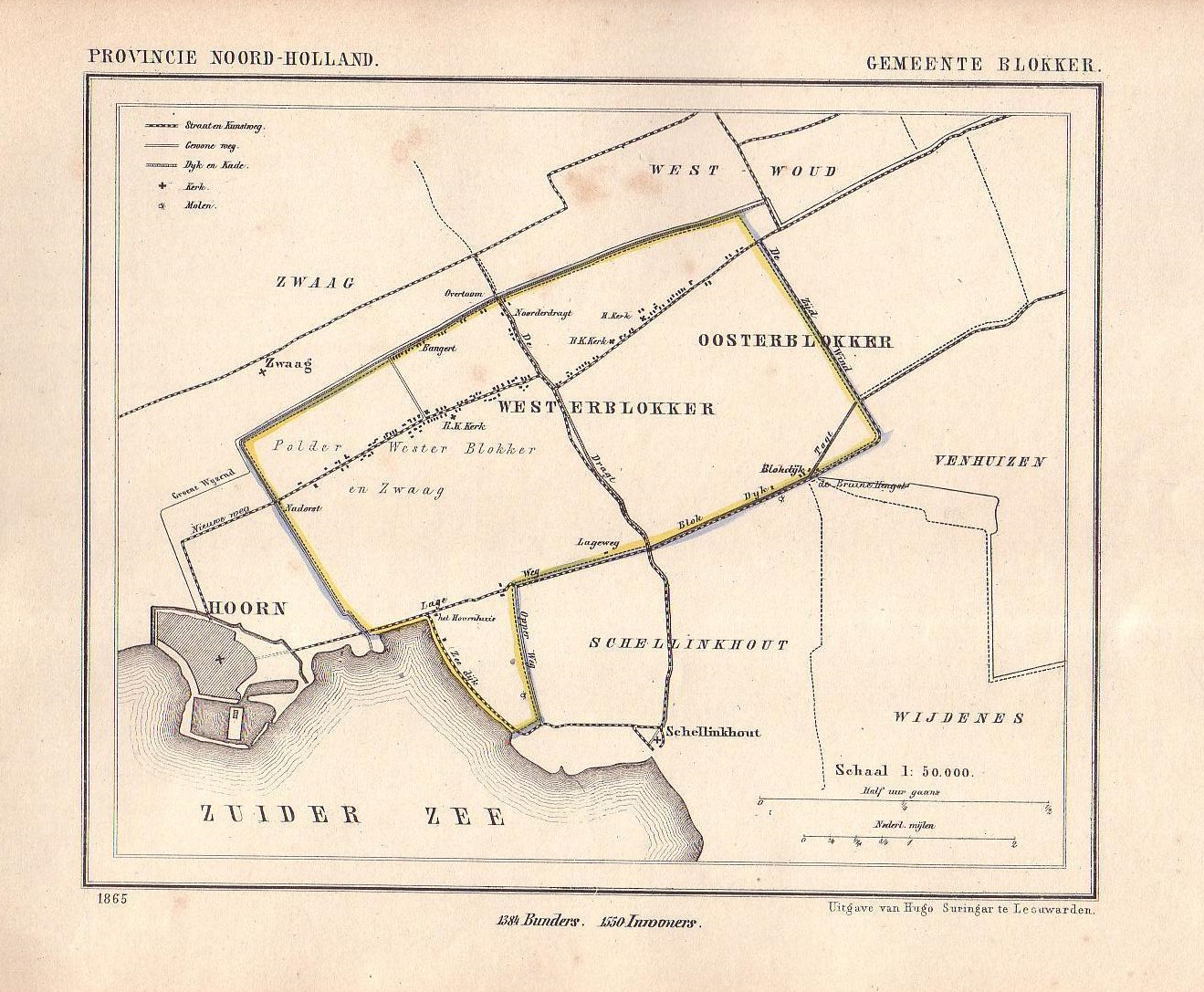
Kaart van Blokker (1865)

Blokker is een voormalige Nederlandse gemeente in de provincie Noord-Holland. De gemeente lag ten noordoosten van de stad Hoorn en bestond uit de plaatsen Westerblokker en Oosterblokker. Bij de gemeentelijke herindeling van West-Friesland op 1 januari 1979 werd Westerblokker toegevoegd aan de gemeente Hoorn terwijl Oosterblokker opging in de gemeente Bangert (later hernoemd tot Drechterland), waarbij een derde gedeelte opging in de gemeente Venhuizen.

## Geboren
- Joan Bakker (1919-1999), beeldhouwer
- Joris Schouten (1926-2021), politicus en landbouwvoorman
- Jan Vis (1938–2007), artiestenmanager
- Marjan van Kampen-Nouwen (1962), politicus, nu burgemeester
- Kees Schaper (1991), drummer en deejay